# Sonderformen der Bassbelegung
Basssysteme des Akkordeons wurden im Laufe der Zeit in vielen Varianten entwickelt.

## Geschichtliche Entwicklung
Die drei wesentlichen Grundformen waren bereits bei den diatonischen Instrumenten im Jahr 1833 zu finden. Die Schule für Accordeon von Adolf Müller beschreibt, wie sie damals in Wien von Cyrill Demian gebaut wurden.
Damals wurden gebaut:
- Eine Diskanttastenreihe, reines Begleitinstrument, es hatte nur Akkorde in einer diatonischen Anordnung.
- Zwei Diskanttastenreihen, diatonisches Instrument mit zwei diatonischen und wechseltönigen Begleitbässen.
- Zwei Diskanttastenreihen mit der ersten Reihe diatonisch und der zweiten Reihe mit Halbtönen, und auf der Bassseite acht gleichtönige Melodiebässe.

In der Folge wurden diese Ansätze erweitert, sie mündeten in viele Varianten von gleichtönigen und wechseltönigen Tastenanordnungen.

## Die Basis
Der Quintenzirkel hat immer eine wichtige Rolle gespielt, entweder wurden die Tasten horizontal oder vertikal in Quintabständen angeordnet. In vielen Fällen wurden die weiteren Reihen so wie auf der Diskantseite um eine halbe Taste verschoben angeordnet.
- Eine frühe Variante, die einen Koppelungsmechanismus verwendet, sind die chromatischen Bässe des Schwyzerörgeli. Diese Art der Anordnung wurde bereits um 1870 ohne mechanische Koppelung in Instrumente eingebaut. Melodiebassanordnungen wurden ebenfalls gebaut, große Verbreitung fanden diese Systeme erst in den 1930er Jahren.
- Eine stark abweichende Tastenbelegung bei den Bässen hat die Schrammelharmonika. Die Anordnung der Tasten ist wie bei der Konzertina am Bassboden, sie hat relativ wenig Tasten, die Grundbässe und die Begleiter sind in zwei Gruppen zusammenfasst. Alle Bässe sind wechseltönig, obwohl der Diskant chromatisch ist. Alle Begleiter sind nur mit zwei Tönen ausgeführt. Daher ist erst durch Kombination von zwei Knöpfen ein vollständiger Begleitakkord möglich. Zur Begleitung wird also ein Grundbassknopf und ein Begleiterknopf gedrückt, um einen Akkord zu bilden. Diese Spieltechnik ist sehr anspruchsvoll, lässt aber vielfältige Kombination mit sehr wenig Knöpfen zu.

## Neuzeit
Für chromatische Instrumente kommen heute fast ausschließlich Stradella Bass (MII), Melodiebass (MIII) oder Konverterbass (umschaltbar zwischen MII und MIII) zum Einsatz.
Erst in neuerer Zeit ist die Verwendung von Grundbässen ähnlich wie bei anderen Bassinstrumenten (etwa Bassgeige) in Mode gekommen. Deshalb wurde bei einfacheren diatonischen Instrumenten versucht, die Anzahl der eingebauten Grundbässe zu erhöhen.
Auch die Basstastenbelegung der einfachen Harmoschka bietet die Möglichkeit, mehr Grundbässe zu verwenden.